# Haroldo Costa
Haroldo Costa (Rio de Janeiro, 13 de maio de 1930) é um ator, escritor, produtor e sambista brasileiro.

## Biografia
A iniciação teatral de Haroldo Costa deu-se no Teatro Experimental do Negro, quando atuou na peça O Filho Pródigo, de Lucio Cardoso. De volta ao Brasil, depois da viagem de cinco anos pelo mundo com a companhia de danças Brasiliana, da qual foi um dos fundadores, diretor artístico e um dos bailarinos, foi convidado por Vinicius de Moraes, de quem tornou-se amigo em Paris, para protagonizar a peça Orfeu da Conceição.
Representou também o papel de Jesus no Auto da Compadecida, de Ariano Suassuna.
No cinema trabalhou dirigiu o filme Pista de Grama e como ator participou de Cleo e Daniel (Dir. Roberto Freire), de Deu no New York Times (Dir. Henfil) e Rua Alguém, 555

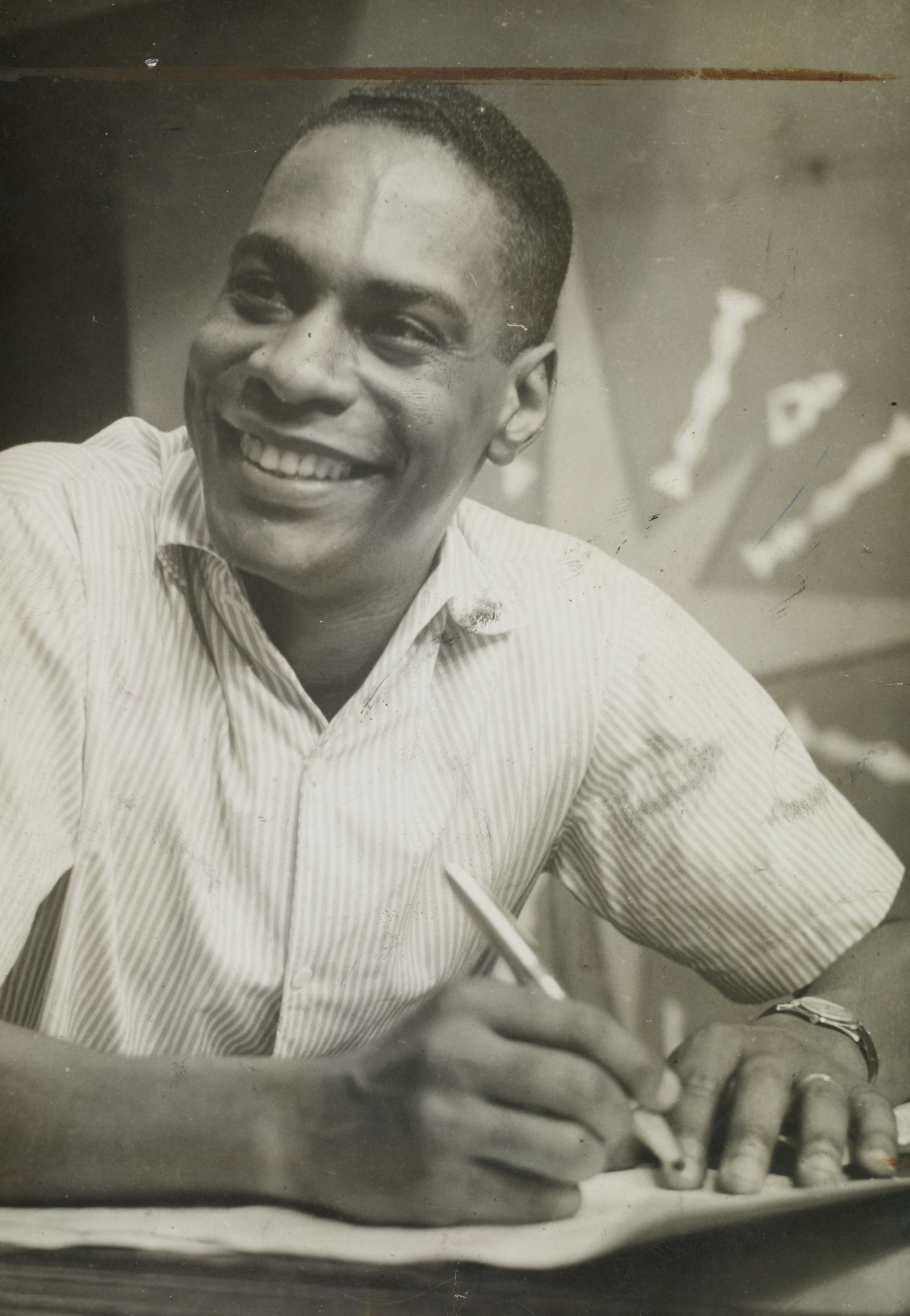
Haroldo Costa, 1964. Arquivo Nacional

Durante muito tempo atuou como produtor-realizador de espetáculos, contratado por proprietários de casas de shows. Foi assim que, a partir de 1960 ele apresentou na Boate Plaza, de Mauricio Lanthos, Top Club do Barão Von Stuckardt, no Night and Day e Fred´s, de Carlos Machado, na Boate Drink dos Irmãos Peixoto (Cauby, Andiara, Moacir e Araken), no Golden Room do Copacabana Palace, na Sucata de Ricardo Amaral, todas no Rio de Janeiro, shows de caráter essencialmente brasileiro, o que se tornou a sua marca.

## Obras literárias
- 1982 Fala, Crioulo
- 1984 Salgueiro: Academia de Samba
- 2000 Na Cadência do Samba
- 2001 100 Anos de Carnaval no Rio de Janeiro
- 2002 As Escolas de Lan
- 2003 Salgueiro - 50 anos de glória
- 2005 Ernesto Nazareth - Pianeiro do Brasil

## Filmografia

### Na Televisão
Como ator
| Ano  | Título                             | Personagem      | Notas                                               |
| ---- | ---------------------------------- | --------------- | --------------------------------------------------- |
| 2012 | Subúrbia                           | Seu Aloysio     |                                                     |
| 2004 | A Diarista                         | Figueirão       | Episódio :"Separações "                             |
| 1999 | Chiquinha Gonzaga                  | Raimundo        |                                                     |
| 1996 | Você Decide                        | —               | Episódio: "Sinatra do Méier"                        |
| 1995 | A idade da loba                    | Altino          |                                                     |
| 1991 | Amazônia                           | Tinoco          | [ 1 ]                                               |
| 1990 | A história de Ana Raio e Zé Trovão | Júlio           |                                                     |
| 1990 | Pantanal                           | Padre Antônio   | Participação especial                               |
| 1990 | Mãe de Santo                       | Pai de Fernando | [ 2 ]                                               |
| 1989 | Kananga do Japão                   | Juca Ferreira   |                                                     |
| 1983 | Caso Verdade                       | —               | Episódio: "Joãosinho Trinta e o Mutirão da Alegria" |
| 1979 | Plantão de Polícia                 | —               | Episódio: "Balão Apagado"                           |
| 1978 | Sítio do Picapau Amarelo           | Dr. Falaflores  | Episódio: "Reinação Atômica"                        |
| 1973 | Caso Especial                      | Diogo           | Episódio: "O Demônio da Alma"                       |
| 1965 | A Moreninha                        | —               |                                                     |
| 1958 | Grande Teatro Tupi                 | —               | Episódio :"A Morte Civil"                           |

### No Cinema
| Ano  | Título                         | Personagem    |
| ---- | ------------------------------ | ------------- |
| 2017 | Dona Flor e Seus Dois Maridos  | Pai Didi      |
| 2009 | Se Eu Fosse Você 2             | Dançarino     |
| 2005 | Casa de Areia                  | Capataz       |
| 2003 | Meu Pai                        | Advogado      |
| 1987 | Tanga (Deu no New York Times?) | Ovo           |
| 1970 | Cléo e Daniel                  | Benjamin      |
| 1969 | Rifa-se uma Mulher             | Motorista     |
| 1962 | Pluft, o Fantasminha           | Pirata antigo |

## Documentário
Em 2015, o documentarista Silvio Tendler, dirigiu "Haroldo Costa – O Nosso Orfeu".